# Jacob E. Long
Jacob Elmer Long (* 31. Juli 1880 im Alamance County, North Carolina; † 28. April 1955 in Durham, North Carolina) war ein US-amerikanischer Politiker. Zwischen 1925 und 1929 war er Vizegouverneur des Bundesstaates North Carolina.

## Werdegang
Jacob Long studierte bis 1903 an der University of North Carolina in Chapel Hill. Nach einem Jurastudium und seiner Zulassung als Rechtsanwalt begann er in diesem Beruf zu arbeiten. Gleichzeitig schlug er als Mitglied der Demokratischen Partei eine politische Laufbahn ein. Er wurde Privatsekretär des Kongressabgeordneten Charles Manly Stedman. Zwischen 1911 und 1914 saß er als Abgeordneter im Repräsentantenhaus von North Carolina; von 1917 bis 1922 gehörte er dem Staatssenat an.
1924 wurde Long an der Seite von Angus Wilton McLean zum Vizegouverneur von North Carolina gewählt. Dieses Amt bekleidete er zwischen 1925 und 1929. Dabei war er Stellvertreter des Gouverneurs und formaler Vorsitzender des Staatssenats. Im Jahr 1944 war er Ersatzdelegierter zur Democratic National Convention, auf der Präsident Franklin D. Roosevelt zum vierten und letzten Mal als Präsidentschaftskandidat nominiert wurde. Jacob Long starb am 28. April 1955 in Durham, wo er auch beigesetzt wurde.